# Wahlkreis Deux-Sèvres II
Der Wahlkreis Deux-Sèvres II ist seit 1958 ein französischer Wahlkreis im Département Deux-Sèvres.

## Abgeordnete des Wahlkreises
| Legislatur- periode | Gewählt        | Gewählt            | Partei                                      |
| ------------------- | -------------- | ------------------ | ------------------------------------------- |
| 1.                  |                | Jacques Fouchier   | Centre national des indépendants et paysans |
| 2.                  |                | Jacques Fouchier   | Centre démocrate                            |
| 3.                  |                | Jacques Fouchier   | Centre démocrate                            |
| 4.                  |                | Jacques Fouchier   | Centre démocrate                            |
| 5.                  |                | Jacques Fouchier   | Centre démocrate                            |
| 6.                  |                | Jacques Fouchier   | Union pour la démocratie française          |
| 6.                  |                | Jean Pineau        | Union pour la démocratie française          |
| 7.                  |                | Jacques Fouchier   | Union pour la démocratie française          |
| 8.                  | Verhältniswahl | Verhältniswahl     | Verhältniswahl                              |
| 9.                  |                | Ségolène Royal     | Parti socialiste                            |
| 9.                  |                | Jean-Pierre Marché | Parti socialiste                            |
| 10.                 |                | Ségolène Royal     | Parti socialiste                            |
| 11.                 |                | Ségolène Royal     | Parti socialiste                            |
| 11.                 |                | Jean-Pierre Marché | Parti socialiste                            |
| 12.                 |                | Ségolène Royal     | Parti socialiste                            |
| 13.                 |                | Delphine Batho     | Parti socialiste                            |
| 14.                 |                | Delphine Batho     | Parti socialiste                            |
| 15.                 |                | Delphine Batho     | Parti socialiste                            |
| 16.                 |                | Delphine Batho     | Génération écologie                         |
| 17.                 |                | Delphine Batho     | Génération écologie                         |

## Wahlergebnisse

### Parlamentswahl 2002
| Kandidaten                                                            | Kandidaten            | Parteien                                    | 1. Wahlgang | 1. Wahlgang | 2. Wahlgang | 2. Wahlgang |
| Kandidaten                                                            | Kandidaten            | Parteien                                    | Stimmen     | %           | Stimmen     | %           |
| --------------------------------------------------------------------- | --------------------- | ------------------------------------------- | ----------- | ----------- | ----------- | ----------- |
|                                                                       | Ségolène Royalgewählt | SOC – Parti socialiste                      | 21.816      | 46,2        | 25.123      | 55,0        |
|                                                                       | Valérie Cauvin        | UMP – Union pour la majorité présidentielle | 16.148      | 34,2        | 20.515      | 45,0        |
|                                                                       | Lucie Chaumeron       | FN – Front national                         | 2.433       | 5,2         |             |             |
|                                                                       | Geneviève Paillaud    | VEC – Les Verts                             | 1.220       | 2,6         |             |             |
|                                                                       | Alain Bernelas        | CPNT – Chasse, pêche, nature, traditions    | 1.162       | 2,5         |             |             |
|                                                                       | Guy Melani            | DIV – Unabh.                                | 1.145       | 2,4         |             |             |
|                                                                       | Max Rouvreau          | COM – Parti communiste français             | 789         | 1,7         |             |             |
|                                                                       | Jean-Louis Garain     | LCR – Ligue communiste révolutionnaire      | 774         | 1,6         |             |             |
|                                                                       | Philippe Grandin      | MPF – Mouvement pour la France              | 503         | 1,1         |             |             |
|                                                                       | Nicole Poupinot       | LO – Lutte Ouvrière                         | 406         | 0,9         |             |             |
|                                                                       | Éric Peltier          | DIV – Unabh.                                | 320         | 0,7         |             |             |
|                                                                       | Jocelyne Baussant     | EXG – Parti des travailleurs                | 265         | 0,6         |             |             |
|                                                                       | Pierre Favreau        | MNR – Mouvement national républicain        | 225         | 0,5         |             |             |
| Gesamt                                                                | Gesamt                | Gesamt                                      | 47.206      | 100         | 45.638      | 100         |
|                                                                       |                       |                                             |             |             |             |             |
| Ungültige Stimmen                                                     | Ungültige Stimmen     | Ungültige Stimmen                           | 1.120       | 2,3         | 1.094       | 2,3         |
| Wähler                                                                | Wähler                | Wähler                                      | 48.326      | 68,7        | 46.732      | 66,5        |
| Wahlberechtigte                                                       | Wahlberechtigte       | Wahlberechtigte                             | 70.311      |             | 70.312      |             |
|                                                                       |                       |                                             |             |             |             |             |
| Quellen: Innenministerium, Ergebnis – Assemblée nationale, Kandidaten |                       |                                             |             |             |             |             |

### Parlamentswahl 2007
| Kandidaten               | Kandidaten                | Parteien                                                      | 1. Wahlgang | 1. Wahlgang | 2. Wahlgang | 2. Wahlgang |
| Kandidaten               | Kandidaten                | Parteien                                                      | Stimmen     | %           | Stimmen     | %           |
| ------------------------ | ------------------------- | ------------------------------------------------------------- | ----------- | ----------- | ----------- | ----------- |
|                          | Delphine Bathogewählt     | SOC – Parti socialiste                                        | 20.690      | 44,6        | 26.524      | 57,4        |
|                          | Jean-Pierre Griffault     | UMP – Union pour un mouvement populaire                       | 16.131      | 34,7        | 19.669      | 42,6        |
|                          | Simone Gendreau-Donnefort | UDFD – Union pour la démocratie française/Mouvement démocrate | 2.947       | 6,3         |             |             |
|                          | Geneviève Paillaud        | VEC – Les Verts                                               | 1.539       | 3,3         |             |             |
|                          | Iris Tisserand            | MPF – Mouvement pour la France                                | 1.454       | 3,1         |             |             |
|                          | Gisèle Sicot              | EXG – Ligue communiste révolutionnaire                        | 1.441       | 3,1         |             |             |
|                          | Jean-Romée Charbonneau    | FN – Front national                                           | 1.312       | 2,8         |             |             |
|                          | Nicole Poupinot           | EXG – Lutte Ouvrière                                          | 481         | 1,0         |             |             |
|                          | Gilles Athanassoff        | DIV – Unabh.                                                  | 430         | 0,9         |             |             |
|                          | Anne-Marie Vicquelin      | DIV – Unabh.                                                  | 8           | 0,0         |             |             |
| Gesamt                   | Gesamt                    | Gesamt                                                        | 46.433      | 100         | 46.193      | 100         |
|                          |                           |                                                               |             |             |             |             |
| Ungültige Stimmen        | Ungültige Stimmen         | Ungültige Stimmen                                             | 1.258       | 2,6         | 1.204       | 2,5         |
| Wähler                   | Wähler                    | Wähler                                                        | 47.691      | 64,8        | 47.397      | 64,3        |
| Wahlberechtigte          | Wahlberechtigte           | Wahlberechtigte                                               | 73.622      |             | 73.688      |             |
|                          |                           |                                                               |             |             |             |             |
| Quelle: Innenministerium |                           |                                                               |             |             |             |             |

### Parlamentswahl 2012
| Kandidaten               | Kandidaten            | Parteien                                         | Stimmen | %    |
| ------------------------ | --------------------- | ------------------------------------------------ | ------- | ---- |
|                          | Delphine Bathogewählt | SOC – Parti socialiste                           | 30.226  | 53,2 |
|                          | Xavier Argenton       | UMP – Nouveau Centre                             | 13.523  | 23,8 |
|                          | Philippe Maurin       | FN – Front national                              | 5.384   | 9,5  |
|                          | Christine Antoine     | FG – Front de gauche (Parti communiste français) | 2.416   | 4,3  |
|                          | Geneviève Paillaud    | VEC – Europe Écologie-Les Verts                  | 1.718   | 3,0  |
|                          | Benjamin Roux         | DLR – Debout la République                       | 1.149   | 2,0  |
|                          | Solange Brouxel       | CEN – Mouvement démocrate                        | 1.015   | 1,8  |
|                          | François Royal        | MPF – Mouvement pour la France                   | 765     | 1,3  |
|                          | André Depouille       | EXG – Nouveau Parti anticapitaliste              | 366     | 0,6  |
|                          | Nicole Poupinot       | EXG – Lutte Ouvrière                             | 239     | 0,4  |
|                          | Gilles Athanassof     | DIV – Unabh.                                     | 37      | 0,1  |
| Gesamt                   | Gesamt                | Gesamt                                           | 56.838  | 100  |
|                          |                       |                                                  |         |      |
| Ungültige Stimmen        | Ungültige Stimmen     | Ungültige Stimmen                                | 1.437   | 2,5  |
| Wähler                   | Wähler                | Wähler                                           | 58.275  | 59,9 |
| Wahlberechtigte          | Wahlberechtigte       | Wahlberechtigte                                  | 97.217  |      |
|                          |                       |                                                  |         |      |
| Quelle: Innenministerium |                       |                                                  |         |      |

### Parlamentswahl 2017
| Kandidaten               | Kandidaten             | Parteien                           | 1. Wahlgang | 1. Wahlgang | 2. Wahlgang | 2. Wahlgang |
| Kandidaten               | Kandidaten             | Parteien                           | Stimmen     | %           | Stimmen     | %           |
| ------------------------ | ---------------------- | ---------------------------------- | ----------- | ----------- | ----------- | ----------- |
|                          | Delphine Bathogewählt  | SOC – Parti socialiste             | 14.970      | 29,8        | 24.970      | 56,9        |
|                          | Christine Heintz       | REM – La République en marche      | 15.875      | 31,6        | 18.886      | 43,1        |
|                          | Séverine Vachon        | LR – Les Républicains              | 6.395       | 12,7        |             |             |
|                          | Jean-Romée Charbonneau | FN – Front national                | 5.577       | 11,1        |             |             |
|                          | Yannick Maillou        | LFI – La France insoumise          | 5.319       | 10,6        |             |             |
|                          | Laurence Réau          | ECO – Europe Écologie-Les Verts    | 1.284       | 2,6         |             |             |
|                          | Sylvie Clément         | DIV – Union populaire républicaine | 444         | 0,9         |             |             |
|                          | Nicole Poupinot        | EXG – Lutte Ouvrière               | 380         | 0,8         |             |             |
| Gesamt                   | Gesamt                 | Gesamt                             | 50.244      | 100         | 43.856      | 100         |
|                          |                        |                                    |             |             |             |             |
| Leere Stimmzettel        | Leere Stimmzettel      | Leere Stimmzettel                  | 791         | 1,5         | 2.041       | 4,3         |
| Ungültige Stimmzettel    | Ungültige Stimmzettel  | Ungültige Stimmzettel              | 338         | 0,7         | 1.179       | 2,5         |
| Wähler                   | Wähler                 | Wähler                             | 51.373      | 52,7        | 47.076      | 48,3        |
| Wahlberechtigte          | Wahlberechtigte        | Wahlberechtigte                    | 97.396      |             | 97.375      |             |
|                          |                        |                                    |             |             |             |             |
| Quelle: Innenministerium |                        |                                    |             |             |             |             |

### Parlamentswahl 2022
| Kandidaten               | Kandidaten            | Parteien                                                                   | 1. Wahlgang | 1. Wahlgang | 2. Wahlgang | 2. Wahlgang |
| Kandidaten               | Kandidaten            | Parteien                                                                   | Stimmen     | %           | Stimmen     | %           |
| ------------------------ | --------------------- | -------------------------------------------------------------------------- | ----------- | ----------- | ----------- | ----------- |
|                          | Delphine Bathogewählt | NUP – Nouvelle union populaire écologique et sociale (Génération écologie) | 17.477      | 36,4        | 25.014      | 57,9        |
|                          | Cécilia Rochefort     | ENS – Ensemble ! (Mouvement démocrate)                                     | 12.049      | 25,1        | 18.201      | 42,1        |
|                          | Carine Revers         | FN – Front national                                                        | 9.328       | 19,4        |             |             |
|                          | Gaël Joseph           | DVG – Unabh.                                                               | 3.492       | 7,3         |             |             |
|                          | Émilie Baudrez        | LR – Les Républicains                                                      | 3.048       | 6,3         |             |             |
|                          | Roland Sainty         | REC – Reconquête                                                           | 1.389       | 2,9         |             |             |
|                          | Valérie Dupuy         | DSV – Les Patriotes                                                        | 748         | 1,6         |             |             |
|                          | Roger Gorizzutti      | DXG – Lutte Ouvrière                                                       | 507         | 1,1         |             |             |
| Gesamt                   | Gesamt                | Gesamt                                                                     | 48.038      | 100         | 43.215      | 100         |
|                          |                       |                                                                            |             |             |             |             |
| Leere Stimmzettel        | Leere Stimmzettel     | Leere Stimmzettel                                                          | 871         | 1,8         | 2.281       | 4,9         |
| Ungültige Stimmzettel    | Ungültige Stimmzettel | Ungültige Stimmzettel                                                      | 410         | 0,8         | 1.347       | 2,9         |
| Wähler                   | Wähler                | Wähler                                                                     | 49.319      | 50,2        | 46.843      | 47,7        |
| Wahlberechtigte          | Wahlberechtigte       | Wahlberechtigte                                                            | 98.304      |             | 98.305      |             |
|                          |                       |                                                                            |             |             |             |             |
| Quelle: Innenministerium |                       |                                                                            |             |             |             |             |

### Parlamentswahl 2024
| Kandidaten               | Kandidaten            | Parteien                                                | 1. Wahlgang | 1. Wahlgang | 2. Wahlgang | 2. Wahlgang |
| Kandidaten               | Kandidaten            | Parteien                                                | Stimmen     | %           | Stimmen     | %           |
| ------------------------ | --------------------- | ------------------------------------------------------- | ----------- | ----------- | ----------- | ----------- |
|                          | Delphine Bathogewählt | ECO – Génération écologie                               | 25.435      | 38,6        | 37.808      | 59,2        |
|                          | Mélody Garault        | RN – Rassemblement National                             | 22.500      | 34,1        | 26.048      | 40,8        |
|                          | Frédéric Bizard       | ENS – Ensemble pour la République (Mouvement démocrate) | 10.536      | 16,0        |             |             |
|                          | Émilie Baudrez        | LR – Les Républicains                                   | 6.107       | 9,3         |             |             |
|                          | Guy Bourdon           | REC – Reconquête                                        | 760         | 1,2         |             |             |
|                          | Roger Gorizzutti      | EXG – Lutte Ouvrière                                    | 607         | 0,9         |             |             |
| Gesamt                   | Gesamt                | Gesamt                                                  | 65.945      | 100         | 63.856      | 100         |
|                          |                       |                                                         |             |             |             |             |
| Leere Stimmzettel        | Leere Stimmzettel     | Leere Stimmzettel                                       | 1.471       | 2,2         | 3.166       | 4,6         |
| Ungültige Stimmzettel    | Ungültige Stimmzettel | Ungültige Stimmzettel                                   | 846         | 1,2         | 1.352       | 2,0         |
| Wähler                   | Wähler                | Wähler                                                  | 68.262      | 69,6        | 68.374      | 69,7        |
| Wahlberechtigte          | Wahlberechtigte       | Wahlberechtigte                                         | 98.054      |             | 98.055      |             |
|                          |                       |                                                         |             |             |             |             |
| Quelle: Innenministerium |                       |                                                         |             |             |             |             |

## Weblink
- Les archives des résultats des élections en France. In: Ministere de l’Interieur. Abgerufen am 3. November 2023 (französisch).